# Mückenbornberg
Der Mückenbornberg ist eine 692,6 m ü. NN hohe Erhebung im Schwarzwälder Hochwald, einem südwestlichen Teil des Hunsrück, bei Kell am See in Rheinland-Pfalz, nahe der Landesgrenze zum Saarland.
Der Mückenbornberg bildet eine Nebenkuppe des rund 1,4 km südwestlich gelegenen Teufelskopfs (695 m) und liegt zwischen Kell am See im Nordnordwesten, Grimburg im Nordosten, Wadrill (benachbarter, saarländischer Landkreis Merzig-Wadern) im Südosten und Waldweiler im Westnordwesten. Südlich entspringt der Prims-Zufluss Wahnbach und etwas westnordwestlich der Ruwer-Zufluss Burkelsbach. Wenige Kilometer östlich fließt der Prims-Zufluss Wadrill.